# Regio decreto 25 gennaio 1900, n. 35
Il regio decreto del 25 gennaio 1900, n. 35, meglio noto come Regolamento per gli uffici di registratura e di archivio delle Amministrazioni centrali, è stato un provvedimento normativo promulgato nel Regno d'Italia che approvava il regolamento per gli Uffici di registratura e di archivio delle diverse amministrazioni centrali dello Stato. Questo decreto stabiliva le norme per la registrazione, spedizione e conservazione degli atti amministrativi. È rimasto in vigore fino all'adozione del Testo unico in materia di documentazione amministrativa, approvato con D.P.R del 28 dicembre 2000, n. 445, che lo ha sostituito.

## Storia
Nel 1894 venne nominata una commissione speciale con il compito di mettere a punto una normativa sull'archiviazione dei documenti pubblici nel Regno d'Italia per ottenere un risparmio di lavoro e di spesa, la garanzia di buona tenuta dei documenti e l'eliminazione degli atti inutili. Si arrivò all'emanazione dell'R.D. n. 35 del 25 gennaio 1900, un vero e proprio "monumento" normativo per l'archivistica in Italia, studiato anche all'estero per la sua modernità. 
Tuttavia, dopo una lunga fase di positiva applicazione del R.D. 35/1900 nel XX secolo sull'organizzazione e tenuta dei documenti delle pubbliche amministrazioni, i servizi archivistici pubblici italiani iniziarono ad attraversare, nei primi anni settanta, una fase critica, accompagnata da una serie di fenomeni tutt'altro che positivi: proliferazione incontrollata della produzione documentaria; complessità nel trattamento dei documenti; assenza di uniformità nelle procedure anche all'interno della stessa struttura, frammentarietà nell'organizzazione delle attività e degli strumenti di gestione; deresponsabilizzazione della dirigenza per le funzioni archivistiche; elevati costi di gestione e il pessimo stato in cui versava ad un certo punto la produzione documentaria pubblica senza tutela. Dagli anni novanta, con una nuova stagione legislativa in materia amministrativa si arrivò all'approvazione, tra le altre normative, anche del DPR 445/2000 che segnò un cambio di passo nella tenuta dei documenti pubblici, in seguito anche all'adozione del Codice dell'amministrazione digitale.